# Liga Nacional Superior de Voleibol (maschile)
La Liga Nacional Superior de Voleibol è la massima serie del campionato peruviano di pallavolo maschile: al torneo partecipano nove squadre di club peruviane e la squadra vincitrice si fregia del titolo di campione del Perù.

## Albo d'oro
| Anno          | Podio           | Podio               | Podio          |
| Campione      | Seconda         | Terza               |                |
| ------------- | --------------- | ------------------- | -------------- |
| 2004 Dettagli | Deportivo Wanka | Regatas Lima        | -              |
| 2005 Dettagli | Deportivo Wanka | Regatas Lima        | -              |
| 2006 Dettagli | Deportivo Wanka | Regatas Lima        | -              |
| 2007 Dettagli | Deportivo Wanka | Regatas Lima        | -              |
| 2008 Dettagli | Huaquillay      | Flamenco            | -              |
| 2009 Dettagli | Deportivo Wanka | Huaquillay          | -              |
| 2010 Dettagli | Vamos Peerless  | Universidad de Lima | -              |
| 2011 Dettagli | Vamos Peerless  | Flamenco            | -              |
| 2012 Dettagli | Vamos Peerless  | Flamenco            | Regatas Lima   |
| 2013 Dettagli | Vamos Peerless  | Flamenco            | Regatas Lima   |
| 2014 Dettagli | San Martín      | Vamos Peerless      | Regatas Lima   |
| 2015 Dettagli | Vamos Peerless  | San Martín          | Regatas Lima   |
| 2016 Dettagli | Unilever        | Regatas Lima        | Vamos Peerless |
| 2017 Dettagli | Vamos Peerless  | Regatas Lima        | Unilever       |
| 2018 Dettagli | Regatas Lima    | Vamos Peerless      | Sparteam       |
| 2019 Dettagli | Regatas Lima    | Vamos Peerless      | Sparteam       |

## Palmarès
| Squadra         | Titolo | Stagione                           |
| --------------- | ------ | ---------------------------------- |
| Vamos Peerless  | 6      | 2010, 2011, 2012, 2013, 2015, 2017 |
| Deportivo Wanka | 5      | 2004, 2005, 2006, 2007, 2009       |
| Regatas Lima    | 2      | 2018, 2019                         |
| Huaquillay      | 1      | 2008                               |
| San Martín      | 1      | 2014                               |
| Unilever        | 1      | 2016                               |